# 난토시
난토시(일본어: 南砺市)는 일본 도야마현 서부에 있는 시이다.
평야와 산지가 함께 있는 지역이며 세계유산 시라카와고와 고카야마 역사 마을과 연극제로 세계적으로 유명한 옛 도가촌을 포함한다. 동부의 이나미 지구에서는 전통적으로 난간, 사자 탈 등 목조각이 번성하였다. 주민 1명당 조각사 수는 일본 제일이라고 여겨진다. 4년에 1번씩 난토시 이나미 국제 목조각 캠프(구 이나미 국제 목조각 캠프)를 하고 있다.

## 지리
도나미 평야에서 고카야마 지방까지 기복이 심한 지형이 이어진다. 서부는 거의 산간부이다. 평야부의 후쿠노·후쿠미쓰·조하나·이노쿠치·이나미 지역에서는 시가지를 제외하고 산거촌(散居村)의 아름다운 풍경을 볼 수 있다.

## 인접하는 자치체
- 도야마현
  - 오야베시
  - 도나미시
  - 도야마시

- 이시카와현
  - 가나자와시
  - 하쿠산시

- 기후현
  - 히다시
  - 오노군 시라카와촌

## 역사
- 2004년 11월 1일 - 히가시토나미군의 후쿠노정, 조하나정, 다이라촌, 가미타이라촌, 도가촌, 이나미정, 이노쿠치촌과 니시토나미군의 후쿠미쓰정이 합병해 탄생했다.

## 교통

### 철도
- 서일본 여객철도 조하나선

### 도로
- 도카이호쿠리쿠 자동차도
- 국도 156호선
- 국도 304호선
- 국도 359호선
- 국도 471호선

### 일반도로
- 도야마현도 143호 고모리야 쇼가와선
- 도야마현도 229호 가미모모세시만지선
- 도야마현도 274호 스나고다니하뉴선
- 도야마현도 277호 후쿠노조하나선
- 도야마현도 280호 이나미 후쿠노선
- 도야마현도 284호 이나미 이구치조하나선
- 도야마현도 285호 니시쇼테라후쿠선
- 도야마현도 289호 우스나카후쿠코선
- 도야마현도 290호 후쿠미쓰테이샤선
- 도야마현도 291호 사이카와시치조선
- 도야마현도 292호 조하타요메가네선
- 도야마현도 293호 조라쿠지후쿠미쓰선
- 도야마현도 355호 사이카와시치호린지선
- 도야마현도 356호 도야마 쇼가와오야베 지텐샤도선

## 인구
| 연도 | 인구   | ±%     |
| ---- | ------ | ------ |
| 1960 | 76,908 | —      |
| 1970 | 68,979 | −10.3% |
| 1980 | 66,844 | −3.1%  |
| 1990 | 65,113 | −2.6%  |
| 2000 | 60,182 | −7.6%  |
| 2010 | 54,724 | −9.1%  |
| 2020 | 47,937 | −12.4% |

## 기후
| 난토시의 기후                                                | 난토시의 기후 | 난토시의 기후 | 난토시의 기후 | 난토시의 기후 | 난토시의 기후 | 난토시의 기후 | 난토시의 기후 | 난토시의 기후 | 난토시의 기후 | 난토시의 기후 | 난토시의 기후 | 난토시의 기후 | 난토시의 기후    |
| 월                                                           | 1월           | 2월           | 3월           | 4월           | 5월           | 6월           | 7월           | 8월           | 9월           | 10월          | 11월          | 12월          | 연간             |
| ------------------------------------------------------------ | ------------- | ------------- | ------------- | ------------- | ------------- | ------------- | ------------- | ------------- | ------------- | ------------- | ------------- | ------------- | ---------------- |
| 역대 최고 기온 °C (°F)                                       | 19.3 (66.7)   | 21.1 (70.0)   | 26.7 (80.1)   | 31.2 (88.2)   | 32.2 (90.0)   | 33.3 (91.9)   | 36.0 (96.8)   | 38.6 (101.5)  | 36.9 (98.4)   | 34.3 (93.7)   | 27.2 (81.0)   | 24.4 (75.9)   | 38.6 (101.5)     |
| 일평균 최고 기온 °C (°F)                                     | 5.6 (42.1)    | 6.3 (43.3)    | 10.7 (51.3)   | 17.0 (62.6)   | 22.2 (72.0)   | 25.2 (77.4)   | 29.0 (84.2)   | 30.5 (86.9)   | 26.4 (79.5)   | 20.9 (69.6)   | 15.0 (59.0)   | 9.0 (48.2)    | 18.2 (64.7)      |
| 일일 평균 기온 °C (°F)                                       | 1.9 (35.4)    | 2.0 (35.6)    | 5.6 (42.1)    | 11.3 (52.3)   | 16.9 (62.4)   | 20.7 (69.3)   | 24.6 (76.3)   | 25.6 (78.1)   | 21.6 (70.9)   | 15.8 (60.4)   | 10.1 (50.2)   | 4.8 (40.6)    | 13.4 (56.1)      |
| 일평균 최저 기온 °C (°F)                                     | −1.4 (29.5)   | −1.8 (28.8)   | 0.9 (33.6)    | 5.9 (42.6)    | 12.0 (53.6)   | 16.8 (62.2)   | 21.0 (69.8)   | 21.6 (70.9)   | 17.7 (63.9)   | 11.5 (52.7)   | 5.7 (42.3)    | 1.1 (34.0)    | 9.3 (48.7)       |
| 역대 최저 기온 °C (°F)                                       | −12.1 (10.2)  | −12.1 (10.2)  | −7.2 (19.0)   | −2.7 (27.1)   | 3.7 (38.7)    | 9.0 (48.2)    | 13.9 (57.0)   | 13.9 (57.0)   | 7.2 (45.0)    | 1.3 (34.3)    | −3.0 (26.6)   | −9.9 (14.2)   | −12.1 (10.2)     |
| 평균 강수량 mm (인치)                                        | 321.9 (12.67) | 204.8 (8.06)  | 180.3 (7.10)  | 135.7 (5.34)  | 117.5 (4.63)  | 182.6 (7.19)  | 231.6 (9.12)  | 203.5 (8.01)  | 221.7 (8.73)  | 184.4 (7.26)  | 261.7 (10.30) | 351.9 (13.85) | 2,597.3 (102.26) |
| 평균 강수일수 (≥ 1.0 mm)                                     | 23.7          | 19.1          | 18.2          | 13.1          | 11.4          | 11.6          | 14.4          | 11.0          | 13.6          | 13.6          | 17.5          | 22.8          | 190              |
| 평균 월간 일조시간                                           | 52.9          | 74.2          | 125.6         | 172.2         | 193.1         | 133.9         | 132.6         | 175.5         | 122.6         | 129.5         | 100.1         | 62.4          | 1,474.5          |
| 출처: 일본 기상청 (평년값: 1991년~2020년, 극값: 1978년~현재) |               |               |               |               |               |               |               |               |               |               |               |               |                  |

## 같이 보기
- 고카야마